# 盧塔瓦
50°57′44″N 30°48′22″E / 50.96222°N 30.80611°E
盧塔瓦（烏克蘭語：Лутава），是烏克蘭北部的村莊，隸屬切爾尼希夫州的切爾尼希夫區。該村始建於1155年，面積1.18平方公里，海拔高度102米，2001年人口436，人口密度每平方公里369.5人。